# Pompadour (pettinatura)
La pettinatura Pompadour è un taglio di capelli diffuso dal XVIII secolo in poi, e molto in voga negli anni cinquanta, che prende il nome da Madame de Pompadour (1721-1764). Consiste in un taglio medio corto con un ciuffo di capelli rialzato sopra la fronte.
Fra i personaggi più celebri che portavano tale caratteristico taglio spiccavano (particolarmente nell'era della musica di genere doo-wop), vi furono Elvis Presley, Johnny Cash, Carl Perkins, James Dean, Buddy Holly, Suzy Menkes, Bette Davis (nel film Perdutamente tua), Evita Perón (prima che adottasse lo chignon) e parecchie pin-up degli anni '40 e '50. In Italia fu adottato, a partire dal famoso ciuffo di Elvis, negli anni '60 da cantanti come Little Tony e Bobby Solo.
Questa acconciatura - che costituì una moda per la maggior parte dei giovani che negli anni cinquanta amava la musica rock and roll - dev'essere tenuta composta da una buona dose di prodotti fissanti per capelli, fra cui la brillantina. Negli Stati Uniti, la pettinatura pompadour è stereotipicamente associata con gli italoamericani (soprattutto nelle sottoculture "guido" o "goombah"), con la sottocultura messicano-statunitense ("cholo") o con la sottocultura anni cinquanta greaser.

## Galleria d'immagini

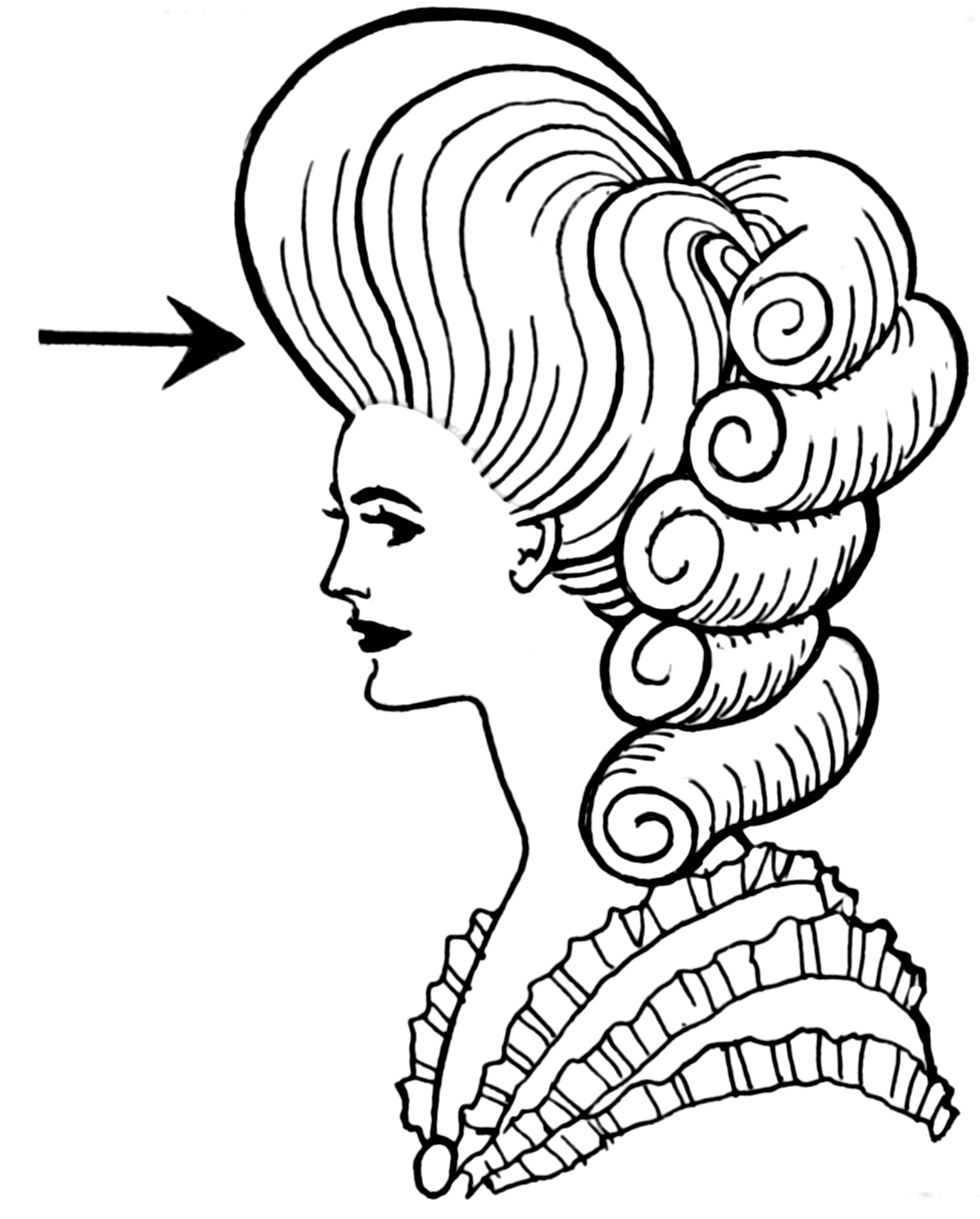
Lo stile Pompadour prende nome da Madame de Pompadour
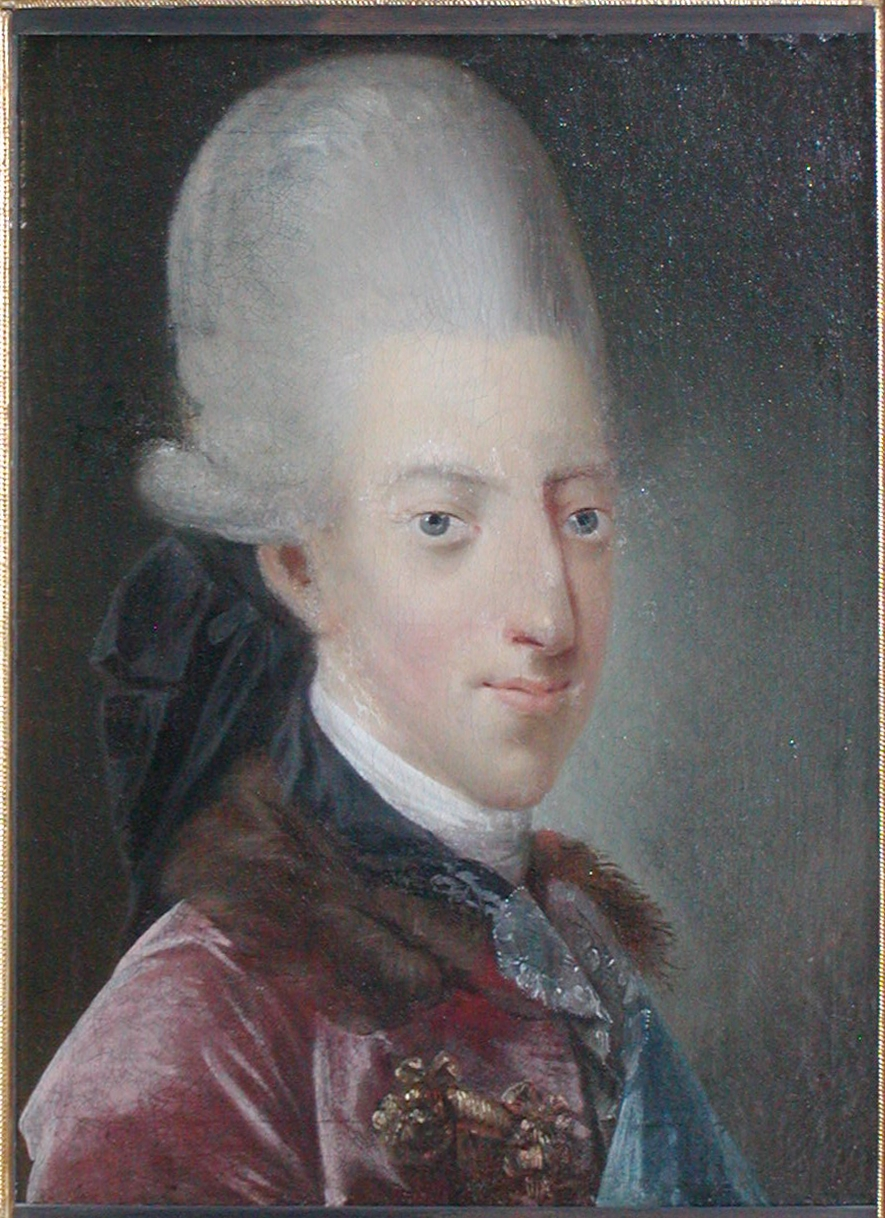
Il sovrano Cristiano VII di Danimarca (1749-1808)
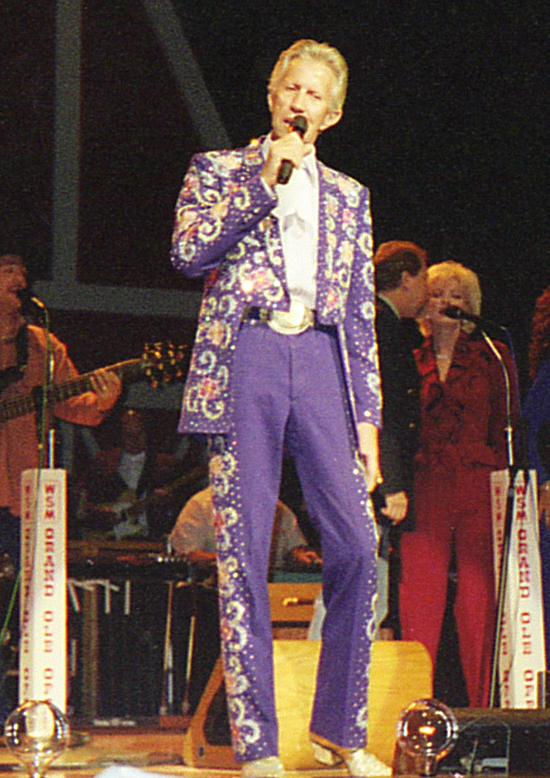
Il cantante Porter Wagoner esibisce un ciuffo alla Pompadour
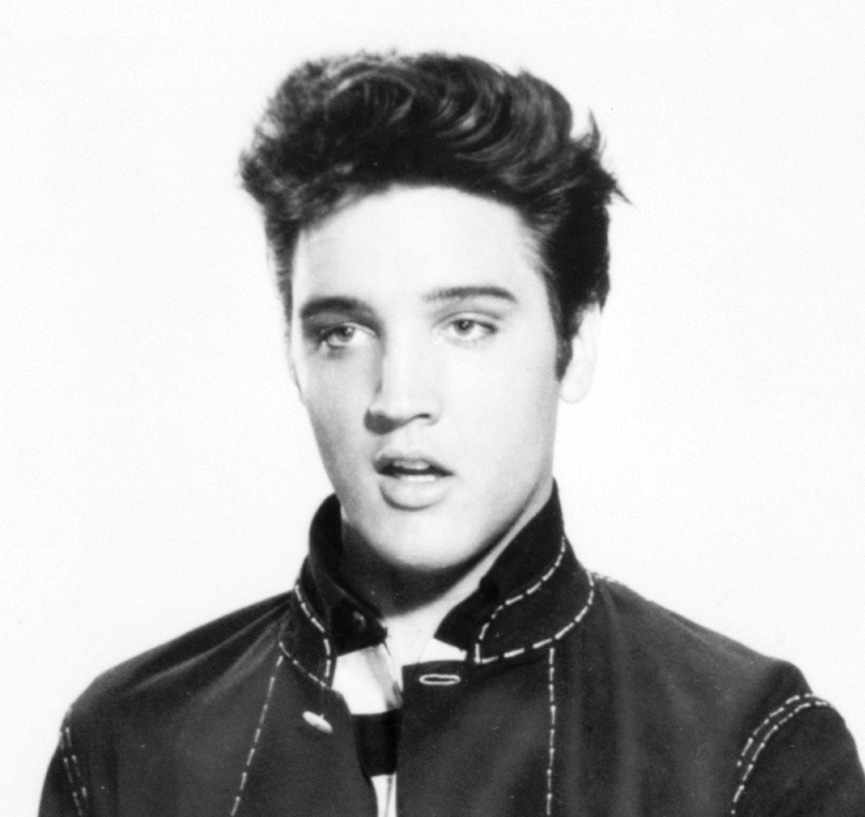
Un giovane Elvis Presley con il suo tipico ciuffo
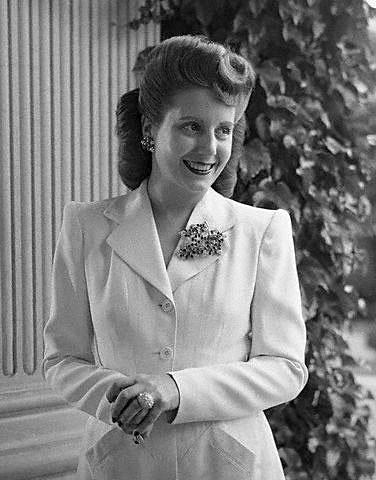
Evita Perón